# Pierre Georgel
Pour les articles homonymes, voir Georgel.
Pierre Georgel, né le 14 janvier 1943, est un conservateur de musée français. Il est notamment directeur du musée des beaux-arts de Dijon de 1980 à 1986 puis du musée de l'Orangerie à Paris entre 1993 et 2007, et professeur à l'École du Louvre.
Il est membre correspondant de l'Académie des sciences, belles-lettres et arts de Rouen.
Il est un des grands connaisseurs de l'œuvre graphique de Victor Hugo dont il prépare le catalogue raisonné.

## Œuvres
- Léopoldine Hugo, une jeune fille romantique, Villequier, Musée Victor-Hugo, 1967, 269 p. (présentation en ligne).
- L'Album de Léopoldine Hugo, Villequier, Musée Victor-Hugo, 1967, 95 p. (présentation en ligne).
- Correspondance de Léopoldine Hugo  (édition critique établie par Pierre Georgel), Paris, Klincksieck, coll. « Bibliothèque du XIXe siècle » (no 3), 1976, 506 p. (ISBN 2-252-01661-2, présentation en ligne).
- La peinture dans la peinture avec A.M. Lecocq, Biro, 1987.
- Courbet : Le poème de la nature, Gallimard, coll. « Découvertes Gallimard / Arts », no 271, 1995.
- Claude Monet Nymphéas, Hazan, 1999.
- Victor Hugo, dessins, Gallimard, coll. « Découvertes Gallimard Hors série », 2002.

## Expositions pour lesquelles il a rédigé au moins une partie du catalogue
- 1966 Paris, Musée Jacquemart André, Bonington, un romantique anglais à Paris.
- 1976 Paris, Musée du Louvre, Technique de l'atelier: la peinture.
- 1980 Autun, Musée Rolin, Dix ans d'acquisition .
- 2006 Paris, Musée de l'Orangerie, Les peintres de la réalité .